# 周寶安
周寶安（538年—566年），字安民。義興陽羨人。
南朝陳大將周文育之子。十餘歲便會騎射之術，早年好声色犬马。其父被王琳俘，寶安開始折节读书，又与君子游，擔任员外散骑侍郎。文育為熊曇朗所殺害，寶安被起用為猛烈將軍，領其舊兵，進攻王琳。天嘉二年（561年）授任吴兴太守。天康元年（566年）卒，时年二十九，贈侍中、左衛將軍，謚号成。其子周䂮。